# Vol. 1 (Schlagerkids-Album)
Vol. 1 ist das Debütalbum der deutschen Schlagerband Schlagerkids. Es erschien am 26. Februar 2021. Auf dem Album wirkten als Gastsänger Michelle, DJ Ötzi und Nik P. mit.

## Entstehungsgeschichte
Die vier Schlagerkids Lena Falkowski (12),  Bendikta Bechtolsheim (13), Phil Schaller (14) und Miguel Gaspar (12, alle Altersangaben während der Entstehung des Albums) wurden bei der Castingshow The Voice Kids von Thorsten Brötzmann entdeckt, wo sie in verschiedenen Staffel angetreten sind.
Das erste Album entstand unter der Regie von Brötzmann. Es enthält 14 Coverversionen bekannter Schlagerlieder. Als musikalische Gäste auf dem Album sind Michelle, DJ Ötzi und Nik P. vertreten, die bei ihren Hits im Duett mit den Schlagerkids singen.
Der Schlager Mit 17 hat man noch Träume wurde dem Alter der Schlagerkids angepasst. Die Neuinterpretation heißt nun Mit 13 hat man noch Träume. Aus Wolfgang Petrys Hit Ruhrgebiet dagegen wurde Wir sind die Schlagerkids.

## Titelliste
| Nr.          | Titel                                                         | Original                                 | Länge |
| ------------ | ------------------------------------------------------------- | ---------------------------------------- | ----- |
| 1.           | Wir sind die Schlagerkids                                     | Wolfgang Petry – Ruhrgebiet              | 2:49  |
| 2.           | Was für eine geile Zeit                                       | Ben Zucker                               | 3:23  |
| 3.           | Phänomen                                                      | Helene Fischer                           | 4:00  |
| 4.           | Ein Stern (… der deinen Namen trägt) (mit DJ Ötzi und Nik P.) | Nik P.                                   | 3:28  |
| 5.           | Ich liebe das Leben                                           | Vicky Leandros                           | 5:07  |
| 6.           | Le Li La                                                      | Beatrice Egli                            | 3:16  |
| 7.           | Aber bitte mit Sahne                                          | Udo Jürgens                              | 3:33  |
| 8.           | Lieb mich dann                                                | Helene Fischer                           | 3:23  |
| 9.           | Mit 13 hat man noch Träume                                    | Peggy March – Mit 17 hat man noch Träume | 2:47  |
| 10.          | C’est la vie – So ist das Leben (mit Michelle)                | Michelle                                 | 3:35  |
| 11.          | Regenbogenfarben                                              | Kerstin Ott                              | 3:48  |
| 12.          | Wir sind im Herzen jung                                       | Semino Rossi                             | 3:05  |
| 13.          | Das Leben tanzt Sirtaki                                       | Klubbb3                                  | 3:27  |
| 14.          | Alt wie ein Baum                                              | Puhdys                                   | 3:10  |
| Gesamtlänge: | Gesamtlänge:                                                  | Gesamtlänge:                             | 48:51 |

## Singles
Als erste Singleauskopplung erschien im Januar 2021 die Single Was für eine geile Zeit, im Original von Ben Zucker. Das Lied sangen sie auch in der Fernsehsendung Schlagerchampions von Florian Silbereisen. Die zweite Single Phänomen (Helene Fischer) wurde im Februar zeitgleich mit dem Album veröffentlicht.

## Charts und Chartplatzierungen
| ChartsChartplatzierungen | Höchstplatzierung | Wochen |
| ------------------------ | ----------------- | ------ |
| Deutschland (GfK)        | 17 (8 Wo.)        | 8      |